# Leptophryne borbonica
Cóc Cross hoặc Cóc Hourglass (Leptophryne borbonica) là một loài cóc thuộc họ Bufonidae.
Loài này có ở Indonesia, Malaysia, Thái Lan, và có thể cả Brunei.
Môi trường sống tự nhiên của chúng là rừng ẩm vùng đất thấp nhiệt đới hoặc cận nhiệt đới, vùng núi ẩm nhiệt đới hoặc cận nhiệt đới, và sông ngòi.
Chúng hiện đang bị đe dọa vì mất nơi sống.